# Ковзан, Александр Иванович
Алекса́ндр Ива́нович Ко́взан (1862—1917) — русский общественный деятель и политик, член Государственной думы III и IV созывов от Самарской губернии.

## Биография
Из потомственных дворян Самарской губернии. Землевладелец Бузулукского уезда (родовое имение в 1063 десятины и имение жены в 800 десятин).
Окончил Симбирскую военную гимназию и 3-е Александровское военное училище (1883), откуда был выпущен офицером в 72-й пехотный Тульский полк.
В 1887 году вышел в запас и в течение 3 лет состоял участковым мировым судьей в Бузулукском уезде. Затем был земским начальником 13-го участка того же уезда (1891—1906). Избирался Бузулукским уездным (1906—1908) и Новоузенским уездным (1913—1915) предводителем дворянства. Дослужился до чина статского советника (1912). Был членом Союза 17 октября.
В 1907 году был избран членом III Государственной думы от Самарской губернии. Входил во фракцию октябристов. Состоял товарищ председателя распорядительной комиссии, а также членом комиссий: по местному самоуправлению, земельной и продовольственной.
В 1912 году переизбран в Государственную думу. Входил во фракцию октябристов, после её раскола — в группу земцев-октябристов. Был членом Прогрессивного блока. Состоял товарищем председателя продовольственной комиссии, председателем распорядительной комиссии, а также членом комиссий: земельной, по местному самоуправлению и по запросам.
В годы Первой мировой войны управлял санитарными отрядами Государственной думы, состоял уполномоченным 2-го подвижного лазарета имени ГД. На фронте заболел и был доставлен в Петроград в тяжелом состоянии. Скончался в больнице Елизаветинской общины.

## Семья
Был женат, имел двоих детей.